# Challenger de Quimper
El Open Quimper Bretagne es un torneo profesional de tenis. Pertenece al ATP Challenger Tour. Se juega desde el año 2011 sobre pistas duras, en Quimper, Francia.

## Palmarés

### Individuales
| Año     | Campeón                   | Finalista               | Resultado        |
| ------- | ------------------------- | ----------------------- | ---------------- |
| 2025    | Sascha Gueymard Wayenburg | Pierre-Hugues Herbert   | 6–7(3), 6–1, 6–2 |
| 2024    | Pierre-Hugues Herbert     | Duje Ajduković          | 6–3, 6–2         |
| 2023    | Geoffrey Blancaneaux      | Arthur Fils             | 6–1, 6–4         |
| 2022    | Vasek Pospisil            | Grégoire Barrère        | 6–4, 3–6, 6–1    |
| 2021-II | Brandon Nakashima         | Bernabé Zapata Miralles | 6-3, 6-4         |
| 2021-I  | Sebastian Korda           | Filip Horanský          | 6-1, 6-1         |
| 2020    | Cem İlkel                 | Maxime Janvier          | 7-68-6, 7-5      |
| 2019    | Grégoire Barrère          | Daniel Evans            | 4–6, 6–2, 6–3    |
| 2018    | Quentin Halys             | Alexey Vatutin          | 6–3, 7-67-1      |
| 2017    | Adrian Mannarino          | Peter Gojowczyk         | 6–4, 6–4         |
| 2016    | Andrey Rublev             | Paul-Henri Mathieu      | 6–76, 6–4, 6–4   |
| 2015    | Benoît Paire              | Grégoire Barrère        | 6–4, 3–6, 6–4    |
| 2014    | Pierre-Hugues Herbert     | Vincent Millot          | 7-65, 6-3        |
| 2013    | Marius Copil              | Marc Gicquel            | 7-69, 6-4        |
| 2012    | Igor Sijsling             | Malek Jaziri            | 6-3, 6-4         |
| 2011    | David Guez                | Kenny de Schepper       | 6-2, 4-6, 7-65   |

### Dobles
| Año     | Campeones                             | Finalistas                                  | Resultado           |
| ------- | ------------------------------------- | ------------------------------------------- | ------------------- |
| 2025    | Sadio Doumbia Fabien Reboul           | Romain Arneodo Manuel Guinard               | 6–2, 4–6, [10–3]    |
| 2024    | Manuel Guinard Arthur Rinderknech     | Anirudh Chandrasekar Vijay Sundar Prashanth | 7–64, 6–3           |
| 2023    | Sadio Doumbia Fabien Reboul           | Anirudh Chandrasekar Arjun Kadhe            | 6–2, 6–4            |
| 2022    | Albano Olivetti David Vega Hernández  | Sander Arends David Pel                     | 3–6, 6–4, [10–8]    |
| 2021-II | Ruben Bemelmans Daniel Masur          | Brandon Nakashima Hunter Reese              | 6–2, 6–1            |
| 2021-I  | Grégoire Barrère Albano Olivetti      | James Cerretani Marc-Andrea Hüsler          | 5–7, 7–6(7), [10–8] |
| 2020    | Andrey Golubev Aleksandr Nedovyesov   | Ivan Sabanov Matej Sabanov                  | 6–4, 6–2            |
| 2019    | Fabrice Martin Hugo Nys               | David Pel Antonio Šančić                    | 6–4, 6–2            |
| 2018    | Ken Skupski Neal Skupski              | Sander Gillé Joran Vliegen                  | 6–3, 3–6, [10–7]    |
| 2017    | Mikhail Elgin Igor Zelenay            | Ken Skupski Neal Skupski                    | 2-6, 7-5, [10-5]    |
| 2016    | Tristan Lamasine Albano Olivetti      | Nikola Mektić Antonio Šančić                | 6-2, 4-6, [10-7]    |
| 2015    | Flavio Cipolla Dominik Meffert        | Martin Emmrich Andreas Siljeström           | 3–6, 7–6(5), [10–8] |
| 2014    | Pierre-Hugues Herbert Albano Olivetti | Toni Androić Nikola Mektić                  | 6-4, 6-3            |
| 2013    | Johan Brunström Raven Klaasen         | Jamie Delgado Ken Skupski                   | 3-6 6-2 [10-3]      |
| 2012    | Pierre-Hugues Herbert Maxime Teixeira | Dustin Brown Jonathan Marray                | 7–6(5), 6–4         |
| 2011    | James Cerretani Adil Shamasdin        | Jamie Delgado Jonathan Marray               | 6–3, 5–7, [10–5]    |